# رهوة اسلف (المفلحي)

تعديل مصدري - تعديل

رهوة اسلف هي إحدى قرى عزلة المفلحي بمديرية المفلحي التابعة لمحافظة لحج، بلغ تعداد سكانها 65 نسمة حسب تعداد اليمن لعام 2004.